# Condé-sur-l'Escaut
 Condé-sur-l'Escaut  es una comuna y población de Francia, en la región de Norte-Paso de Calais, departamento de Norte, en el distrito de Valenciennes. Es la cabecera del cantón de su nombre, aunque Vieux-Condé la supera en población. 
Su población en el censo de 1999 era de 10.527 habitantes. Forma parte de la aglomeración urbana de Valenciennes. 
Está integrada en la Communauté d'agglomération de Valenciennes Métropole. 

## Historia
Villa del Condado de Flandes, unida a los Países Bajos de los Habsburgo en 1482, fue ocupada por Francia el 26 de abril de 1676.

## Geografía
Condé-sur-l'Escaut está situada à 12 km al noreste de Valenciennes, a 51 km de Lila, a 90 km de Bruselas (Bélgica) y a 239 km de París. 

## Demografía
| 14 066 | 13 607 | 13 994 | 13 671 | 11 289 | 10 527 |
| Para los censos de 1962 a 1999 la población legal corresponde a la población sin duplicidades (Fuente: INSEE [Consultar]) |        |        |        |        |        |